# Marcelo González Martín
Pour les articles homonymes, voir González et Martín.
Marcelo González Martín, né le 16 janvier 1918 à Villanubla dans la province de Valladolid et mort le 25 août 2004 à Fuentes de Nava dans la province de Palencia, est un cardinal espagnol, archevêque de Tolède de 1971 à 1995. 

## Biographie

### Jeunesse et formation
Fils d’un petit commerçant de Valladolid, il commence ses études de théologie à l’Université pontificale de Comillas à l’âge de 17 ans.
Ordonné prêtre le 29 juin 1941, il est nommé professeur de théologie dogmatique à Valladolid. 

### Évêque
Nommé évêque d’Astorga par Jean XXIII le 31 décembre 1960, il est consacré le 5 mars 1961 par le cardinal Ildebrando Antoniutti. 
Le 21 février 1966, il est promu par Paul VI archevêque coadjuteur de Barcelone, avec le titre d'archevêque titulaire (ou in partibus) de Casae Medianae (de). Il devient archevêque titulaire de Barcelone quelques mois plus tard le 7 janvier 1967. Cette nomination déplut aux catholiques de Catalogne qui auraient préféré un des leurs à ce poste. 
Le 3 décembre 1971, il est nommé archevêque de Tolède et primat d'Espagne. 
Il prend sa retraite en 1995.

### Cardinal
Paul VI le crée cardinal lors du consistoire du 5 mars 1973 avec le titre de cardinal-prêtre de Saint-Augustin.

## Action pastorale
Soucieux d'annoncer l'Évangile, il fait du recrutement de nouveaux prêtres et de l’ouverture de plusieurs séminaires ses priorités. L’archidiocèse de Tolède fut aussi le premier en Espagne à obtenir son propre réseau radiophonique. 
Il est aussi celui qui célèbre les funérailles du général Franco en 1975. 
Il prend part aux conclaves qui élurent les deux papes en 1978. 
Il fait la une des journaux en 1983, en refusant d’offrir la communion à la petite-fille de Franco, car elle a divorcé.